# Anneliese van der Pol

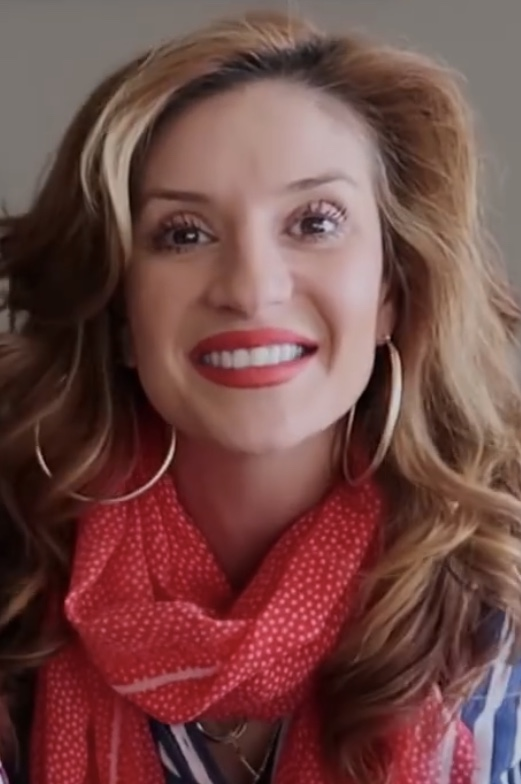
Anneliese van der Pol, 2019

Anneliese Louise van der Pol (* 23. September 1984 in Amsterdam, Niederlande) ist eine US-amerikanische Schauspielerin und Sängerin niederländischer Herkunft.

## Leben
Anneliese van der Pol wurde in Amsterdam geboren, ihre Familie wanderte einige Jahre später in die Vereinigten Staaten aus.
Van der Pol begann ihre Schauspielkarriere 1990 am Theater als Balletttänzerin und Musicaldarstellerin. So tanzte sie zum Beispiel in The Sleeping Beauty das Rotkäppchen und spielte in einer Produktion von The Sound of Music das Mädchen Brigitta. Weitere Musicals wie Grease oder Evita folgten.
Auch ihren ersten Filmauftritt hatte Anneliese van der Pool 2002 in einer Musicalverfilmung. Im selben Jahr bewarb sie sich um eine Rolle in der Disneyserie Raven blickt durch und spielte dort von 2003 bis 2007 die Chelsea Daniels an der Seite von Raven-Symoné Pearman. Zusammen mit den weiteren Hauptdarstellern singt sie außerdem den Titelsong „That's So Raven“.
Durch die Rolle in der Fernsehserie erlangte die Schauspielerin eine größere nationale und internationale Bekanntheit. Dies brachte ihr auch weitere Rollen und Auftritte in Produktionen des Disney Channels wie Horror High, Disney Channel Games oder Bratz: The Movie.
Neben ihrer Fernsehkarriere steht van der Pol auch weiterhin auf der Bühne. So war sie 2007 in einer Produktion des Musicals Beauty and the Beast als Belle zu sehen.
Außerdem verkörperte sie in der Twilight Veralberung Beilight – Bis(s) zum Abendbrot (Vampire Suck) die Rolle der Jennifer Martin, nach dem Vorbild der Jessica Stanley aus den Twilight-Filmen. Im Original wird die Rolle von Anna Kendrick gespielt.

## Rollen

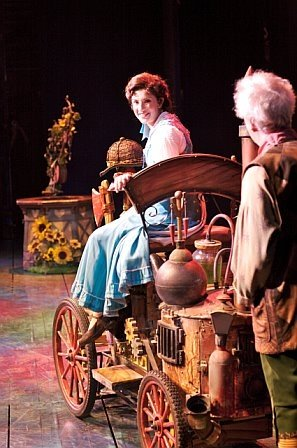
Anneliese van der Pol als Belle in Beauty and the Beast

### Film und Fernsehen
- 2002: Divorce: The Musical
- 2003–2006: Express Yourself
- 2003–2007: Raven blickt durch
- 2005: Disney Channel’s Totally Suite New Year’s Eve
- 2005: Horror High
- 2005: Katbot
- 2006: Kim Possible
- 2006: Disney Channel Games
- 2007: Bratz: The Movie
- 2010: Beilight – Bis(s) zum Abendbrot (Vampires Suck)
- 2010–2011: Shalom Sesame (Fernsehserie, 11 Episoden)
- 2011: Shake It Up (Fernsehserie, Gastrolle)
- 2015: Cats Dancing on Jupiter
- 2017–2021: Zuhause bei Raven (Raven’s Home, Fernsehserie)
- 2018: 5 Weddings

### Theater
- 1990: The Sleeping Beauty
- 1991: The Glory of Christmas
- 1991: The Sound of Music
- 1991: The Will Rogers Follies
- 1996: Eleanor, An American Love Story
- 1997: Catch a Falling Star
- 1998: Murphy’s Law
- 1999: Fiddler on the Roof
- 1999: Grease
- 1999: Beguiled Again
- 1999: Evita
- 2000: Oklahoma!
- 2002: The Nutcracker
- 2002: Copelia
- 2007: Beauty and the Beast
- 2008: Vanities